# (759) Vinifera
(759) Vinifera est un astéroïde de la ceinture principale.

## Caractéristiques
Il a été découvert le 26 août 1913 par l'astronome allemand Franz Kaiser depuis l'observatoire d'Heidelberg. Sa désignation provisoire était 1913 SJ.

Le nom Vinifera fait référence à Vitis vinifera, la vigne car les Kaiser étaient vignerons.

Les calculs d'après les observations de l'IRAS lui accordent un diamètre d'environ 45 kilomètres.